# Wilhelminapolder (Goes)
De Wilhelminapolder is een gebied op Zuid-Beveland ten noorden van Goes, dat tussen 1809 en 1815 ontstond door indijking. De polder is 1700 ha. groot en bestaat uit landbouwgrond en een woonkern, Wilhelminadorp.
Een groep Rotterdamse investeerders kreeg in 1809 toestemming van koning Lodewijk Bonaparte om een aantal gebieden ten noorden en oosten van Goes in te polderen. Wel moest Goes een verbinding houden met de Oosterschelde; daartoe werd het Kanaal Goes - Goese Sas gegraven.
In 1812 was het land omdijkt en in 1815 kon de polder in gebruik worden genomen. Ze werd vernoemd naar Wilhelmina van Pruisen, de gemalin van koning Willem I.
De landbouwgrond kwam in beheer van de Maatschap De Wilhelminapolder, die met 1300 hectare het grootste akkerbouwbedrijf van Nederland werd. De Rotterdamse eigenaren stelden een bestuurder uit de omgeving aan; lange tijd waren dat leden van de familie Van den Bos.
De woonkern Wilhelminadorp werd gebouwd volgens de principes van de Herrnhutters: de kerk in het midden en een wat weggestopte begraafplaats. Er wonen tezamen ruim zevenhonderd inwoners. In de polder liggen nog de buurtschappen Roodewijk en Blauwewijk (naar de kleur van de dakpannen) voor de arbeiders van de Maatschap. 